# Садовая (Добринский район)
Садовая — деревня Дубовского сельсовета Добринского района Липецкой области.

## Географическое положение
Стоит на правом берегу реки Лукавки на границе с Грязинским районом. На противоположном берегу — посёлок Новый Свет.
В 11 км юго-западнее находится железнодорожная станция Хворостянка на линии Грязи — Борисоглебск.

## История
Возникла около 1792 года как владельческого сельцо прапорщицы Прасковьи Максимовны Вельяминовой.
Входила в состав Липецкого уезда Тамбовской губернии.
В 1960 г. указом Президиума Верховного Совета РСФСР деревня Богохранимое переименована в Садовую.
На основании Указа Президиума Верховного Совета РСФСР от 1 февраля 1963 года вошла в Добринский район Липецкой области.

## Утраченная усадьба
В 1860 году владельцами села были Африкан и София Вельяминовы.
В 1913 году владельцей имения была дворянка Мария Федоровна Золина.
В имении был конный завод.

## Население
| 2010 |
| ---- |
| 10   |